# 辻与次郎
辻与次郎（辻與次郎、つじ よじろう、生没年不明）は、安土桃山時代から江戸時代初期（16世後半から17世紀初頭）の釜師、鋳物師。法名を一旦と号し、天下一與次郎とも呼ばれる。近江国出身。

## 生涯
近江栗太郡辻村（現滋賀県栗東市辻）に生まれ、諱は実久。後に京都の三条釜座に住み、京釜の創始者西村道仁に師事した。千利休の釜師となり、室町時代に盛行した芦屋釜・天命釜とは異なる利休の好みの丸釜・阿弥陀堂釜・尻張釜・雲竜釜・四方釜など、新しい形・文様・肌合の釜を創始し、鋳上がった釜を再び火中に入れて釜肌をしめる「焼抜き」という仕上法を創始し、また本来炉に掛けるための釜の羽を鋳造後故意に打落して古作の釜のような古びた味わいをだす「羽落」などの技法を用いた。当代随一の釜師として天下一の称号を名乗ることを豊臣秀吉から許された。
年記のある最古の作品として兵主大社（滋賀県）の天正18年（1590年）「銅鰐口」、豊国神社の慶長5年（1600年）「鉄灯籠」、出羽西善寺の慶長15年（1610年）「梵鐘」、焼失した宝塔寺（京都府）の慶長16年（1611年）「梵鐘」があり、初期に與二郎、晩年に與次郎と銘を記している。與次郎の銘を記した釜は現存しないが、「伝與次郎作」として安土総見寺の天正3年5月（1575年6月）の年記がある「尻張釜」、大津の聖衆来迎寺の慶長7年（1602年）「鉄茶釜」がある。これらより與次郎の活動時期がわかる。なお、豊国神社の「灯篭」は秀吉死後、その恩に報いる為與次郎が寄進したものと伝えられ、出羽西善寺の「梵鐘」には「山城愛宕郡三條釜座鋳物師天下一辻與次郎藤原實久」と記されている。
名越昌孝の『鋳家系』によれば、與次郎は名越善正の次男で慶長8年（1603年）に48歳で没したと記されているが、それ以降の作も現存しており、『鋳家系』記載は誤りとされる。

## 関連書籍
- 「新撰釜師系譜」 「天下一辻與次郞」の項（香取秀真 1932年）
- 「釜の研究」 「辻與次郞」の項（木下桂風 雄山閣 1937年）
- 「釜」 「辻與次郞」の項（加藤逸庵 河原書店 1938年）
- 「茶道美術選集 第2 釜」 「5.大阿彌陀堂釜 辻與次郎作」の項（晃文社・茶道美術選集刊行会編 1948年）
- 「茶の湯の釜」（大西清右衛門 淡交社 2004年） ISBN 4473031438